# Cristian Erbes
Cristian Damián Erbes (født 6. januar 1990 i Buenos Aires) er en argentinsk fodboldspiller. 

## Titler
Primera División de Argentina
- 2011 med Boca Juniors
- 2015 med Boca Juniors

Copa Argentina
- 2012 med Boca Juniors
- 2015 med Boca Juniors